# Дама в зелёном жакете
«Дама в зелёном жакете» (нем. Dame in grüner Jacke) — картина немецкого художника Августа Макке, написанная в 1913 году. В настоящее время хранится в Музее Людвига (Кёльн).

## История создания
«Дама в зелёном жакете» — одна из первых картин Макке, написанных им в Хильтерфингене. И здесь, как и во многих картинах позднего периода, в основу были положены впечатления от полуабстрактных «Окон» Робера Делоне, причём без отказа от фигуративности.

## Описание
Тема картины — прогулка в парке. Макке с начала творческой деятельности разрабатывал этот излюбленный мотив, а в его поздних работах этот мотив обретает степень наивысшего совершенства. Художник создаёт вокруг персонажей прекрасный в своей нереальности мир, они и сами под стать этой сказочной атмосфере: дамы в элегантных узких платьях и модных шляпах и мужчины в тёмных костюмах и котелках. Сам Макке так описывал героев своих картин с прогуливающимися на лоне природы: «Общепринятый атрибут мужчин котелки, и я надел на них котелки. Женщины со стройными шеями и бёдрами держат в руках зонтики, защищающие их от света». Индивидуальность исключена, лица показаны схематично, одежда однообразного покроя, что ещё больше усиливает анонимность персонажей.
В центре композиции — женщина в зелёном жакете, её фигура, представленная вполоборота и срезанная поколенно, делит полотно на две вертикальные части. На среднем плане, под сенью крон деревьев, прогуливаются две пары, из них двое — мужчина и женщина, опираясь на парапет, наблюдают за течением реки. Ветви деревьев отходят друг от друга почти под прямым углом, их рисунок позаимствован Макке из «Трактата о живописи», скомпилированного из теоретических работ Леонардо да Винчи. «Трактат» Макке штудировал во время своего пребывания в Берлине в 1907—1908 годах, в пору своей учебы у Ловиса Коринта. Дома по обоим берегам реки выполнены в упрощённых формах, горы вдали представлены в виде треугольников. Такое сведение привычных предметов до простых геометрических форм было характерно для раннего кубизма, в том числе и произведений Делоне.
Художник словно остановил бег времени, впечатление покоя усиливают «тёплые осенние тона» (Мёллер) картины. Их сияние усилено за счёт работы на контрасте дополнительных цветов. Освещённые равномерно со всех сторон, фигуры людей словно сливаются с окружающим миром.